# Colónides
Colónides o Colonis (en griego, Κολωνίδες, Κολωνίς) es el nombre de una antigua ciudad griega de Mesenia. 
Pausanias dice que era vecina de la ciudad de Corone, que se situaba en una colina ubicada cerca del mar y que la distancia entre Colónides y Ásine era de cuarenta estadios. Añade que sus habitantes decían que no eran de origen mesenio sino que su procedencia era del Ática, desde donde había llegado sus fundadores guiados por Coleno, quien a su vez había sido  guiado por una alondra.
Plutarco la cita señalando que fue un lugar atacado en el año 188 a. C. por Dinócrates y defendido por Filopemen.
Se localiza en las proximidades de la moderna localidad de Vounaria.